# Дискография Доры
Дискография российской исполнительницы Доры состоит из трёх студийных альбомов, одного мини-альбома и 27 синглов.

## Альбомы

### Студийные альбомы
| Название               | Детали                                                                        |
| ---------------------- | ----------------------------------------------------------------------------- |
| «Младшая сестра»       | - Релиз: 8 ноября 2019 - Лейбл: Rhymes Music - Формат: цифровая дистрибуция   |
| «Боже, храни кьют-рок» | - Релиз: 18 декабря 2020 - Лейбл: Rhymes Music - Формат: цифровая дистрибуция |
| Miss                   | - Релиз: 3 июня 2022 - Лейбл: Rhymes Music - Формат: цифровая дистрибуция     |
| Lovesongs              | - Релиз: 18 октября 2024 - Лейбл: Rhymes Music - Формат: цифровая дистрибуция |

### Мини-альбомы
| Название         | Детали                                                                       |
| ---------------- | ---------------------------------------------------------------------------- |
| «Я не коммерция» | - Релиз: 19 января 2019 - Лейбл: Rhymes Music - Формат: цифровая дистрибуция |

## Синглы
| Год  | Название                                                                                 | Альбом                 |
| ---- | ---------------------------------------------------------------------------------------- | ---------------------- |
| 2019 | «Я всегда буду рядом»                                                                    | Внеальбомные синглы    |
| 2019 | «Мне пусто»                                                                              | Внеальбомные синглы    |
| 2019 | «Без радости в глазах»                                                                   | Внеальбомные синглы    |
| 2019 | «Я не ругаюсь матом, ч.1» (ч.2 является синглом Егора Натса)                             | Внеальбомные синглы    |
| 2019 | «Разлетаюсь»                                                                             | Внеальбомные синглы    |
| 2019 | «На скейте»                                                                              | Внеальбомные синглы    |
| 2019 | «Дорадура»                                                                               | «Младшая сестра»       |
| 2020 | «Если хочешь»                                                                            | «Боже, храни кьют-рок» |
| 2020 | «Пошлю его на…» (кавер на трек Лолиты)                                                   | Внеальбомные синглы    |
| 2020 | «Не исправлюсь» (совм. с Мэйби Бэйби)                                                    | Внеальбомные синглы    |
| 2020 | «Втюрилась»                                                                              | «Боже, храни кьют-рок» |
| 2020 | «Осень пьяная»                                                                           | «Боже, храни кьют-рок» |
| 2021 | «Не игра»                                                                                | Внеальбомные синглы    |
| 2021 | «Втюрилась (Новогодняя версия)»                                                          | Внеальбомные синглы    |
| 2021 | «Innamorata» (как La Dora; выступление на «Ciao, 2020!»)                                 | Внеальбомные синглы    |
| 2021 | «Cayendo» (совм. с T-Fest)                                                               | Внеальбомные синглы    |
| 2021 | «Куда уходит детство» (из сериала «Пищеблок») (саундтрек)                                | Внеальбомные синглы    |
| 2021 | «Сан Ларан» (совм. с Платиной)                                                           | Внеальбомные синглы    |
| 2021 | «Барбисайз» (совм. с Мэйби Бэйби)                                                        | Miss                   |
| 2022 | «Loverboy»                                                                               | Miss                   |
| 2022 | «Капли» (совм. с OG Buda)                                                                | Внеальбомный сингл     |
| 2022 | «Я боюсь людей»                                                                          | Miss                   |
| 2023 | «Папик» (совм. с Yanix)                                                                  | Внеальбомные синглы    |
| 2023 | «На крыше» (из м/ф «Леди Баг и Супер-Кот: Пробуждение силы») (саундтрек) (совм. с Feduk) | Внеальбомные синглы    |
| 2024 | «Зависима»                                                                               | Внеальбомные синглы    |
| 2024 | «Лучше тебя»                                                                             | Внеальбомные синглы    |
| 2025 | «ЁК»                                                                                     | Внеальбомные синглы    |

### Участие на релизах у других исполнителей
| Год  | Исполнитель | Музыкальный релиз | Трек               |
| ---- | ----------- | ----------------- | ------------------ |
| 2020 | Френдзона   | Не разлей вода    | «Неидеальные люди» |
| 2021 | Feduk       | Заново            | «Поздно»           |
| 2022 | Yanix       | G.O.A.T. Uslugi   | «Вне зоны»         |
| 2023 | Aarne       | AA LANGUAGE 2     | «Трезво»           |

### Как Mental affection
| Год  | Трек                  | Исполнитель                        | Альбом             |
| ---- | --------------------- | ---------------------------------- | ------------------ |
| 2017 | «Соврал»              | Егор Натс совм. с Mental affection | «Интернет-принц»   |
| 2017 | «А снег идёт»         | Егор Натс совм. с Mental affection | Внеальбомный сингл |
| 2018 | «Где ты»              | Егор Натс совм. с Mental affection | «Убегу»            |
| 2018 | «Алюминиевый асфальт» | Егор Натс совм. с Mental affection | «Убегу»            |
| 2018 | «Убегу»               | Егор Натс совм. с Mental affection | «Убегу»            |

## Видеоклипы
| Год  | Трек                                  | Режиссёр                     |
| ---- | ------------------------------------- | ---------------------------- |
| 2019 | «Дорадура»                            | Liberty Films                |
| 2020 | «Не исправлюсь» (совм. с Мэйби Бэйби) | Hellbrothers                 |
| 2021 | «Втюрилась»                           | Семён Багиров, Жанна Бойкова |
| 2022 | «Loverboy»                            | Александр Морозов            |
| 2022 | «Я боюсь людей»                       | н/д                          |
| 2024 | «Зависима»                            | н/д                          |
| 2024 | «Лучше тебя»                          | н/д                          |
| 2025 | «ЁК»                                  | н/д                          |